# Agave parryi
Espèce
Agave parryi est une espèce de plante de la famille des Asparagaceae (sous-famille des Agavoideae) et du genre des Agaves.

## Description

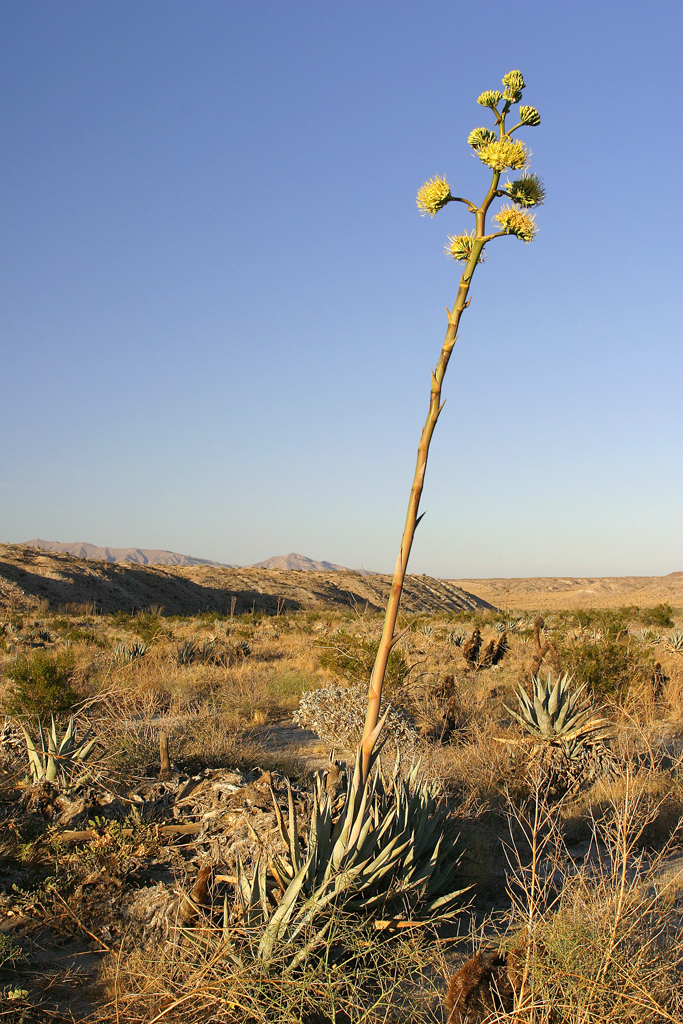
Agave parryi fleurissant dans son milieu naturel avec sa spectaculaire hampe florale.

Plante succulente à croissance lente, Agave parryi se présente sous la forme d'une rosette compacte de feuilles vert-gris à vert-clair, charnues, avec les indentations des feuilles précédentes sur leurs faces externes, finissant par en épines brunes à noires caractéristiques. Elle mesure en moyenne environ 70 à 80 cm de largeur et de hauteur, de forme pommelée compacte à plus ouverte. De manière occasionnelle, la plante produit une remarquable hampe florale pouvant mesurer jusqu'à 3,5 mètres de hauteur, portant des fleurs jaunes, avant de mourir.
L'espèce a été initialement décrite en 1858 par le botaniste américain John Torrey sous le nom de Agave americana var. latifolia puis a été formellement identifiée comme espèce à part entière en 1875 par le botaniste allemand George Engelmann.

## Distribution et habitat
Découverte dans le sud-est de l'État de l'Arizona, alors territoire du Mexique, l'espèce est présente aux États-Unis au Nouveau-Mexique et au Texas. Elle est également largement distribuée dans le nord du Mexique dans les États de Chihuahua, Durango et Sonora.

## Synonymes et variétés

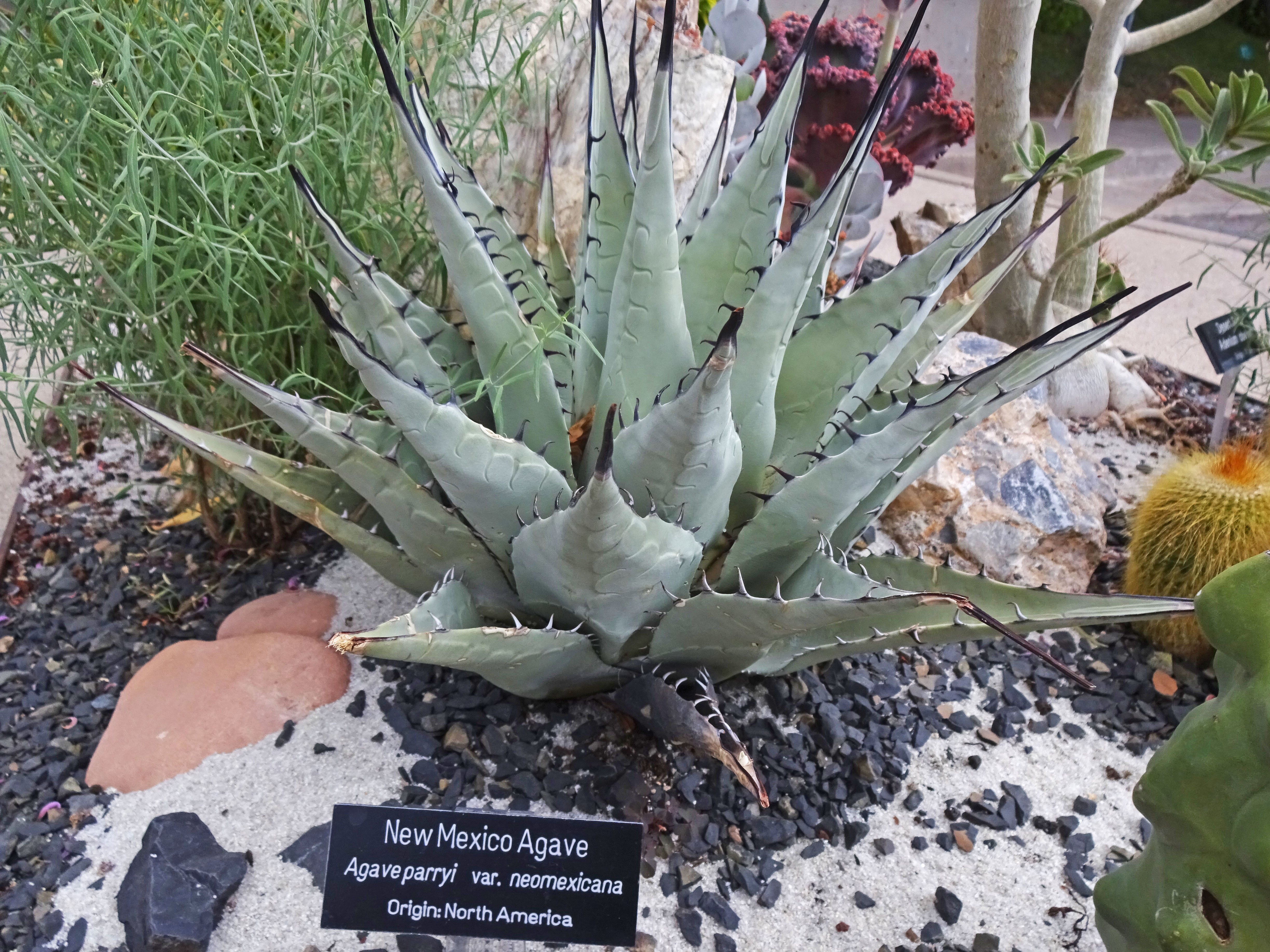
Agave parryi subsp. neomexicana au jardin botanique de Salt Lake City.

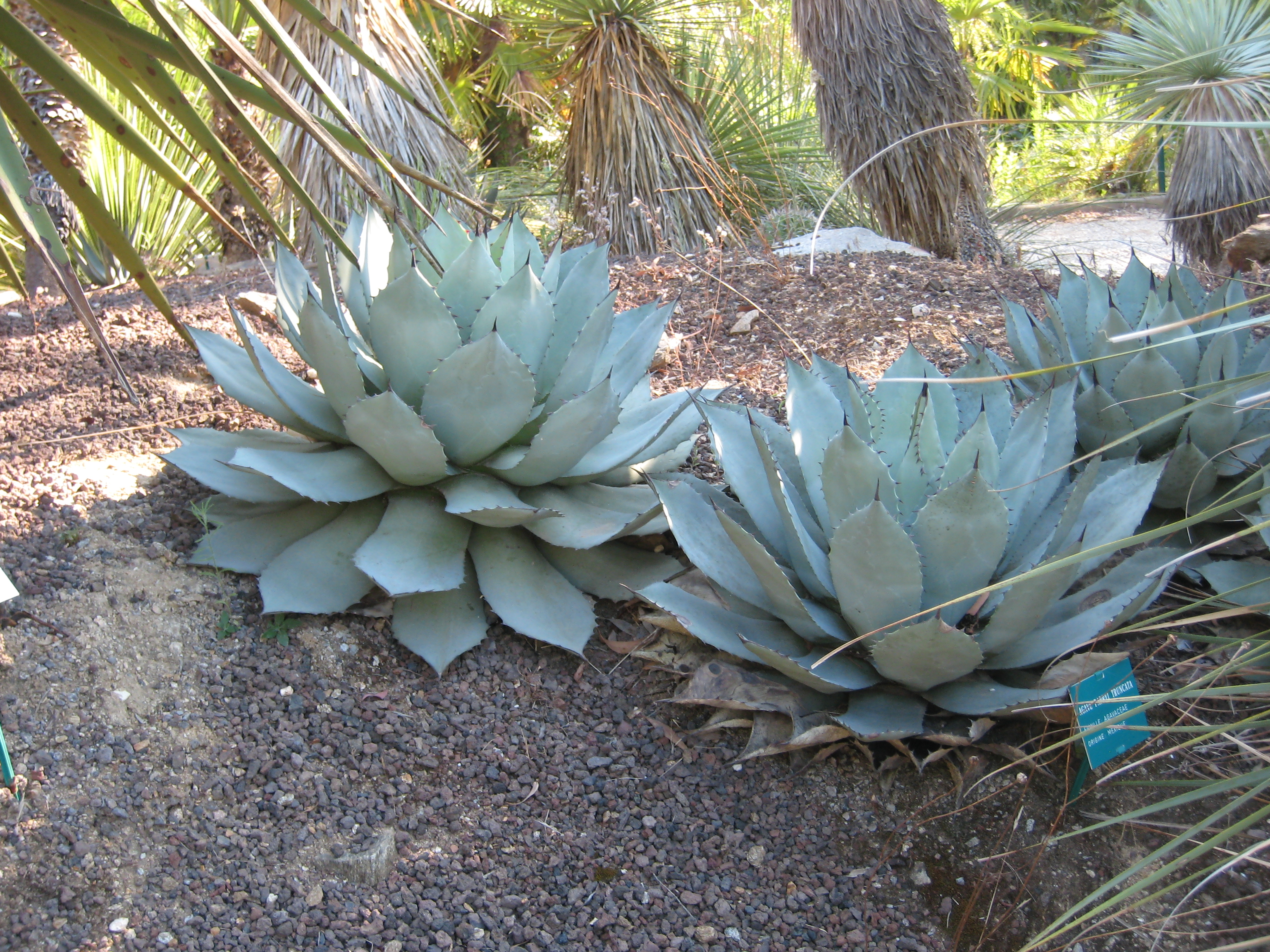
Agave parryi var. truncata.

L'espèce présente de nombreux synonymes et reclassifications au cours du temps :
- Agave americana var. latifolia (Torrey, 1858)
- Agave parryi subsp. parryi (Engelmann, 1875)
- Agave parryi var. parryi (Engelmann, 1875)
- Agave applanata var. parryi (Engelmann, 1875 ; Mulford, 1896)
- Agave chihuahuana (Trelease, 1911)
- Agave patonii (Trelease, 1911)

Et présente des variétés géographiques :
- Agave parryi var. couesii (Engelmann ex Trelease, 1911 ; Kearney & Peebles, 1939)
- Agave parryi var. huachucensis (Baker, 1888 ; Little, 1943)
- Agave parryi f. integrifolia (Breitung, 1963)
- Agave parryi var. truncata (Gentry, 1982)
- Agave parryi subsp. neomexicana (Wooton & Standley, 1913 ; B. Ullrich, 1992)